# 221026 Jeancoester
221026 Jeancoester este un asteroid din centura principală de asteroizi.

## Descriere
221026 Jeancoester este un asteroid din centura principală de asteroizi. A fost descoperit pe 28 august 2005 la Saint-Sulpice de Bernard Christophe. Asteroidul prezintă o orbită caracterizată de o semiaxă mare de 2,45 ua, o excentricitate de 0,13 și o înclinație de 5,0° în raport cu ecliptica.